# Kronolitok
A Kronolitok (The Chronoliths) egy 2001-ben megjelent science fiction regény Robert Charles Wilson tollából. A Kronolitokat jelölték 2002-ben a Hugo-díjra legjobb regény kategóriában, valamint elnyerte a John W. Campbell-emlékdíjat.
Magyarul 2012-ben jelent meg a Galaktika Fantasztikus Könyvek-sorozat tagjaként, Tamás Dénes fordításában.

## Cselekmény
|  | Alább a cselekmény részletei következnek! |

Scott Warden szoftvertervező a huszonegyedik század első felében Thaiföldre költözik családjával, miután legutóbbi munkája véget ért. Barátjával, Hitch Paley-vel épp a közelben tartózkodnak, mikor egy óriási monolit tör elő a semmiből. A média rájuk aggatja a „kronolit” szót, mely a kronosz (mint idő) és a monolit (mint emlékmű) szavakból tevődik össze. A kronolit magán viseli egy – feltételezhetően – ázsiai származású, jövőbeli hadvezér nevét, „Kuin”-ét. Scott felesége ezután adja be a válópert, és összeházasodik egy tehetős férfival.
Az elkövetkezendő húsz évben újabb kronolitok bukkannak fel a világ különböző pontjain. Kialakul a kuinisták szektája, akik a jövő megváltójaként tekintenek Kuinra, és több alkalommal is képviseltetik magukat a politikában. Több alkalommal gerjesztenek konfliktust fanatikus megnyilvánulásaikkal. Miattuk alakul ki az anti-kuinista mozgalom, melynek feltett szándéka, hogy elpusztítsa a kronolitokat.
Scott egykori tanárától, Sue Choprától kap megbízást, és a nővel és csoportjával együtt részt vesz a kronolitok kivizsgálásában. Vizsgálataik jól haladnak, és már képesek megjósolni a kronolitok felbukkanási helyeit. Sue beavatja Scottot a „tau-turbulencia” elméletébe. A csapat közösen szenvedi el egy újabb kronolit felbukkanását, mely Jeruzsálemben tör elő.
Kaitlin, Scott lánya, csatlakozik a kuinista mozgalomhoz. Miközben Scott egymaga kutat a lány után, megismerkedik egy nővel, Ashleevel egy olyan csoporton keresztül, amit kuinista kamaszok szülei alapítottak. Ashlee fia, Adam Mills is csatlakozott ahhoz a csoporthoz, amelyhez Kaitlin. Később csatlakozik hozzájuk Hitch is, és együtt indulnak Mexikóba, ahol nem csak a szökevényeket találják meg, de egy új kronolit felbukkanását is végig kell nézniük. Kaitlin hazatér apjával, de Adam hajthatatlan, és inkább a mozgalommal marad, melynek az egyik vezetője lesz. Ashlee és Scott összeházasodnak a konfliktus után, Scott pedig elkezd használt számítógép-alkatrészekkel kereskedni.
Sue Chopra kezdi azt hinni, hogy a kronolitokat azért küldte vissza a Kuin nevű illető a múltba, hogy megijessze vele az emberiséget, így megkönnyítve saját, jövőbeli győzelmeit. Biztosak abban, hogy az első Egyesült Államokban felbukkanó kronolit elpusztításával megdönthetik a hatalmát. A kronolitok végül nem sikerül elpusztítaniuk, mert egy Adam Mills által vezetett zsoldoscsapat rajtuk üt. A pszichopata fiú Ashleeből szedte ki a tartózkodási helyüket, és megerőszakolta csapatával Kaitlint. Elrabolja Sue-t, majd nem sokkal ezután a kronolit felrobbantja magát. Hitch lelövi Ray Mosely-t, Scott pedig ennek hatására barátja ellen fordul. A robbanást Scott túléli, de barátja életét veszti.
Scott idősen, megözvegyülten éli mindennapjait a kronolitmentes világban. A kuinista mozgalom összeomlik, Sue felfedezései pedig fellendítik a tudományos aktivitást. 
|  | Itt a vége a cselekmény részletezésének! |

## Magyarul
- Kronolitok; ford. Tamás Dénes; Metropolis Media, Bp., 2012 (Galaktika fantasztikus könyvek)